# دانشگاه پلی تکنیک مارچه

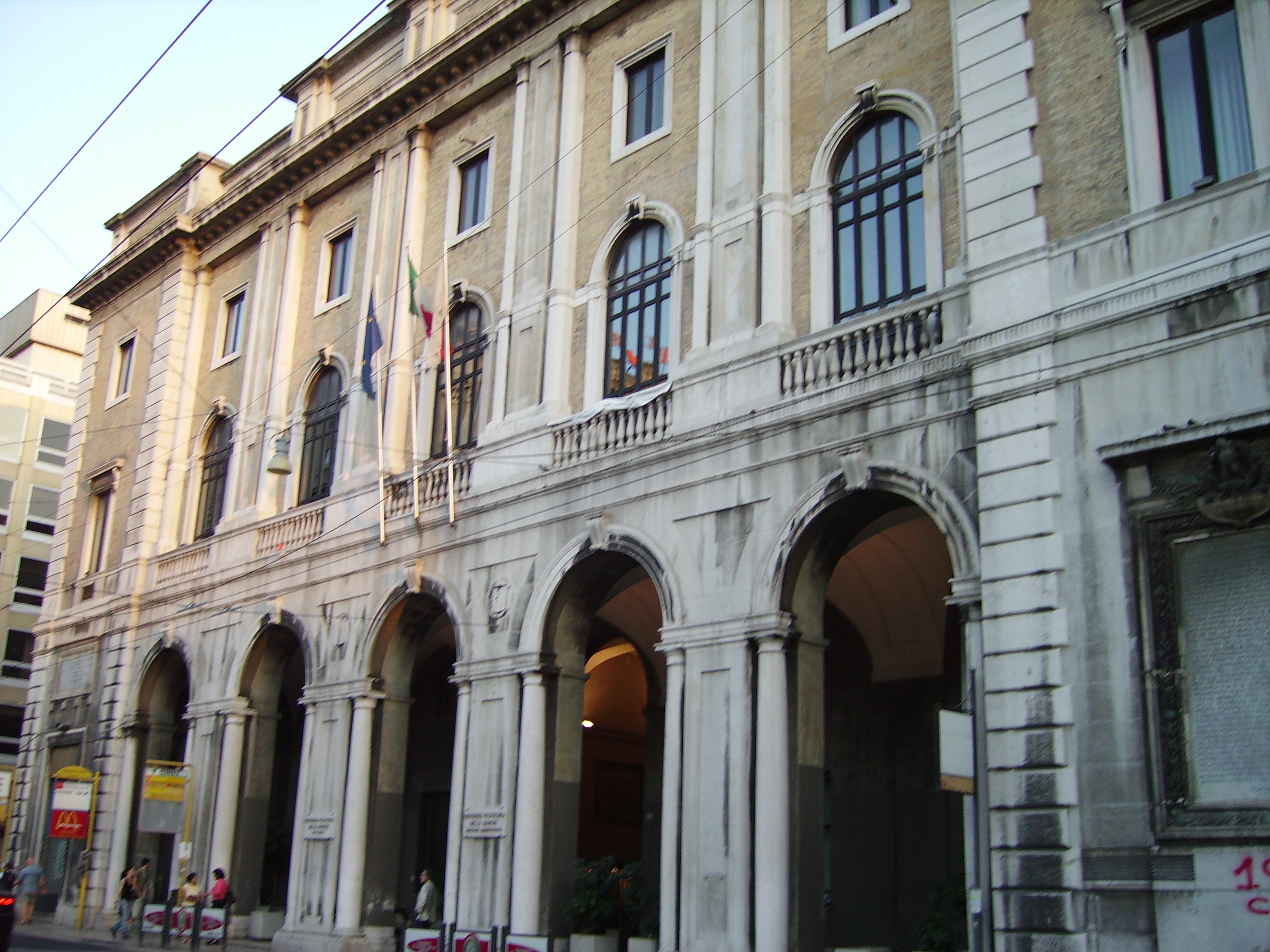
دانشگاه پلی تکنیک مارچه

دانشگاه پلی تکنیک مارچه (به ایتالیایی: Università Politecnica delle Marche) یک دانشگاه در ایتالیا است که در آنکونا واقع شده‌است.